# Analysis & PDE
Analysis & PDE is een internationaal, aan collegiale toetsing onderworpen wetenschappelijk tijdschrift op het gebied van de wiskunde. De naam wordt in literatuurverwijzingen meestal afgekort tot Anal. PDE. Het wordt uitgegeven door Mathematical Sciences Publishers en verschijnt 5 keer per jaar.